# جون سباركس
جون سباركس (بالإنجليزية: John Sparks)‏ هو سياسي أمريكي وحاكم ولاية نيفادا الأمريكية ولد في 30 أغسطس في مقاطعة وينستون في ولاية مسيسيبي الأمريكية من سنة 1843. انتخب سباركس حاكما لولاية نيفادا الأمريكية في سنة 1903 وتسلم منصبه كحاكم للولاية في العام التالي لانتخابه وتمت إعادة انتخابه للمرة الثانية على التوالي في سنة 1906 توفي جون سباركس في 22 مايو من سنة 1908 وهو لايزال في منصبه كحاكم لولاية نيفادا الأمريكية.